# Ragga Twins
Ragga Twins es un grupo londinense de jungle formado por David y Trevor Destouche (Deman Rockers y Flinty Badman), considerados veteranos MCs del sound system UNITY del norte de Londres.

## Carrera
Los dos hermanos comenzaron a funcionar bajo el nombre Ragga Twins hacia 1989. En 1991 sacaron el disco "Reggae Owes Me Money". A partir de 1992 comenzaron a publicar varios 12" en el sello de Shut Up & Dance, que también realizaron parte del trabajo de producción. Destacan temas como "Illegal Gunshot", "Spliffhead" o "Lamborghini", en los que se combinaban las influencias dancehall propias de la escena sound system con el primer jungle y breakbeat.
Desde la segunda mitad de la década de los 90 su actividad decayó, pero volvieron recibir la atención gracias a su material publicado en Soul Jazz Records en 2008.
En 2013 participan en el álbum "Recess" de Skrillex con las canciones "All Is Fair In Love And Brostep" y "Ragga Bomb".

## Discografía

### Álbumes
- Reggae Owes Me Money (1991) - UK #26
- Rinsin' Lyrics (1995 - Solo en Australia)
- Ragga Twins Step Out (2008, Soul Jazz Records)

### Singles
- "Illegal Gunshot" / "Spliffhead" (1990) - UK #51
- "Wipe the Needle" / "Juggling" (1991) - UK #71
- "Hooligan 69" (1991) - UK #56
- "Mixed Truth" / "Bring Up The Mic Some More" (1992) - UK #65
- "Shine Eye" (1992) - UK 63 †

† Ragga Twins featuring Junior Reid